# Aeroportul Laverton
Aeroportul Laverton (IATA: LVO, ICAO: YLTN) este un aeroport din Australia de Vest, Australia. Aeroportul a fost tranzitat în 2017 de 10.169 de pasageri.
Situat la o altitudine de 466 m, aeroportul dispune de o singură pistă. Este operat de Shire of Laverton⁠(d).